# Шевченково (Емильчинский район)
Шевченково (укр. Шевченкове) — село на Украине, находится в Емильчинском районе Житомирской области.
Код КОАТУУ — 1821784003. Население по переписи 2001 года составляет 192 человека. Почтовый индекс — 11252. Телефонный код — 4149. Занимает площадь 0,13 км².

## Адрес местного совета
11252, Житомирская область, Емильчинский р-н, с.Неделище, ул.Центральная